# Эркюль Пуаро (радиосериал)
Эркюль Пуаро англ. Hercule Poirot) — адаптация цикла романов и рассказов Агаты Кристи об Эрклюле Пуаро, транслировавшаяся британской радиостанцией BBC Radio 4 с 1985 по 2007 г.

## Создание
Сериал состоит из 27 радиопостановок рассказов Агаты Кристи об Эркюле Пуаро, адаптированных Майклом Бейквеллом и транслируемых BBC Radio 4.
Экранизации были выпущены на CD и регулярно транслируются на цифровой радиостанции BBC Radio 4 Extra. Наряду с «Мисс Марпл» сериал был одной из самых востребованных программ на BBC Sounds. Создателям не удалось договориться с наследниками Агаты Кристи об экранизации последнего произведения в цикле об Эркюле Пуаро — романе Занавес.

## Подбор актёров
Главного героя — частного детектива Эркюля Пуаро сыграли Морис Менэм (Тайна «Голубого поезда»), Питер Саллис (Рождество Эркюля Пуаро) и Джон Моффатт.
Роль появляющегося в нескольких историях (Смерть лорда Эджвера, Убийства по алфавиту, Загадка Эндхауза, Загадочное происшествие в Стайлзе и Безмолвный свидетель) спутника сыщика капитана Гастингса исполнил Саймон Уильямс. Старший инспектор Джепп был сыгран Филипом Джексоном, повторившим роль в телесериале Пуаро Агаты Кристи (Убийства по алфавиту, Смерть в облаках, Раз, два, пряжка держится едва… и Загадочное происшествие в Стайлзе), Норман Джонс (Смерть лорда Эджвера) и Брайан Прингл (Смерть лорда Эджвера).

## Список эпизодов
| No. | Название                                    | Выход в эфир        | Примечания |
| --- | ------------------------------------------- | ------------------- | --- |
| 1   | Тайна «Голубого поезда»                     | 29 декабря 1985 г.  | 6 серий. Режиссёр — Дэвид Джонстон, роль Эркюля Пуаро исполнил Морис Менэм.                                                 |
| 2   | Рождество Эркюля Пуаро                      | 24 декабря 1986 г.  | Часть постановки «Убийство на Рождество». Режиссёр — Энид Уильямс, роль Эркюля Пуаро исполнил Питер Саллис.                 |
| 3   | Убийство Роджера Экройда                    | 24 декабря 1987 г.  | Часть постановки «Преступление на Рождество». Роль Эркюля Пуаро исполнил Джон Моффатт, в будущем закрепившийся в этой роли. |
| 4   | Убийство на поле для гольфа                 | 15 сентября 1990 г. | Saturday Night Theatre |
| 5   | Смерть лорда Эджвера (Тринадцать за обедом) | 18 марта 1992 г.    | 5 серий |
| 6   | Печальный кипарис                           | 14 мая 1992 г.      | 5 серий |
| 7   | Убийство в Восточном экспрессе              | 28 декабря 1992 г.  | 5 серий |
| 8   | Вечеринка в Хэллоуин                        | 30 октября 1993 г.  | Saturday Night Theatre |
| 9   | Пять поросят                                | 18 июня 1994 г.     | Saturday Night Theatre |
| 10  | Убийство в Месопотамии                      | 26 декабря 1994 г.  | 5 серий |
| 11  | Смерть на Ниле                              | 2 января 1997       | 5 серий |
| 12  | Зло под солнцем                             | 6 апреля 1998 г.    | 5 серий |
| 13  | После похорон                               | 28 августа 1999 г.  | The Saturday Play |
| 14  | Убийства по алфавиту                        | 22 апреля 2000 г.   | The Saturday Play |
| 15  | Загадка Эндхауза                            | 20 ноября 2000      | 5 серий |
| 16  | Свидание со смертью                         | 25 августа 2001 г.  | The Saturday Play |
| 17  | Карты на стол                               | 4 мая 2002 г.       | The Saturday Play |
| 18  | Трагедия в трёх актах                       | 8 июля 2002 г.      | 5 серий |
| 19  | Смерть в облаках                            | 3 мая 2003 г.       | The Saturday Play |
| 20  | Берег удачи                                 | 13 октября 2003 г.  | 5 серий |
| 21  | Раз, два, пряжка держится едва…             | 30 августа 2004 г.  | 5 серий |
| 22  | Приключение рождественского пудинга         | 24 декабря 2004 г.  | Afternoon Play |
| 23  | Загадочное происшествие в Стайлзе           | 5 сентября 2005 г.  | 5 серий |
| 24  | Слоны умеют помнить                         | 7 января 2006 г.    | The Saturday Play |
| 25  | Миссис Макгинти с жизнью рассталась         | 3 марта 2006 г.     | 5 серий |
| 26  | Безмолвный свидетель                        | 7 декабря 2006 г.   | Afternoon Play, 2 серии |
| 27  | Причуда мертвеца                            | 6 августа 2007 г.   | 4 серииs |

## Приём
The Sunday Times писала в 2004 году, что «Radio 4… опирается на то же самое умное, но не афишируемое творческое трио, которое существует с 1980-х годов: Джон Моффат, который с таким изяществом играет Пуаро, Майкл Бейквелл, который адаптирует истории с ясностью и любовью, и продюсер и режиссёр Энид Уильямс». Актёрская игра Моффата упоминалась в некрологах актёра как наиболее точное изображение Эркюля Пуаро на радио.